# Сальм-Райффершайдт-Дик, Йозеф
Князь, граф Йозеф Сальм-Райффершайдт-Дик (нем. Joseph Salm-Reifferscheid-Dyck; 4 сентября 1773[…], замок Дик, Дюссельдорф — 21 марта 1861, Ницца) — немецкий ботаник, коллекционер из владетельного дома Зальмов, владелец замка Дик (нем. Dyck).

## Имя
В различных источниках встречаются разные формы записи имени Йозефа:
- нем. Joseph Franz Maria Anton Hubert Ignatz Fürst zu Salm-Reifferscheid-Dyck[5],
- нем. Joseph Franz Maria Anton Hubert Ignatz Fürst zu Salm-Reifferscheid Dyck[5],
- нем. Josef Maria Franz Anton Hubert Ignatz Salm-Reifferscheidt[6],
- нем. Joseph von Salm-Reifferscheid-Dyck[4],
- нем. Joseph zu Salm-Reifferscheidt-Dyck[4],
- нем. Josef Salm Reifferscheidt Dyck[4],
- нем. Josef Salm Reiferscheidt Dyck[4],
- нем. Josephus de Salm-Reifferscheid-Dyck[4],
- нем. Josef zu Salm-Reifferscheidt[4].

## Биография
Йозеф Сальм-Райффершайдт-Дик происходил по прямой мужской линии от антикороля Германа I, правившего в XI веке. Родился в городе Нойс 4 сентября 1773 года. После преждевременной кончины его отца получил образование в иезуитском колледже в Кёльне благодаря своей матери, урождённой графине. Позже Йозеф получал образование в Вене, в Брюсселе и в Париже. Йозеф Сальм-Райффершайдт-Дик был женат на французской поэтессе Констанс де Теи. 
В 1834 году была опубликована его научная работа Hortus Dyckensis: oder, Verzeichniss der in dem botanischen garten zu Dyck wachsenden pflanzen. Построил в своём имении Дик образцовые оранжереи для выращивания своих любимых растений, а также создал ботанический сад. Йозеф не жалел ни денег, ни усилий, чтобы приобрести материал для своих научных исследований и собрал всеобъемлющую коллекцию суккулентных растений. Он внёс значительный вклад в ботанику, описав множество видов семенных растений. Йозеф Сальм-Райффершайдт-Дик умер в городе Ницца 21 марта 1861 года.

## Научная деятельность

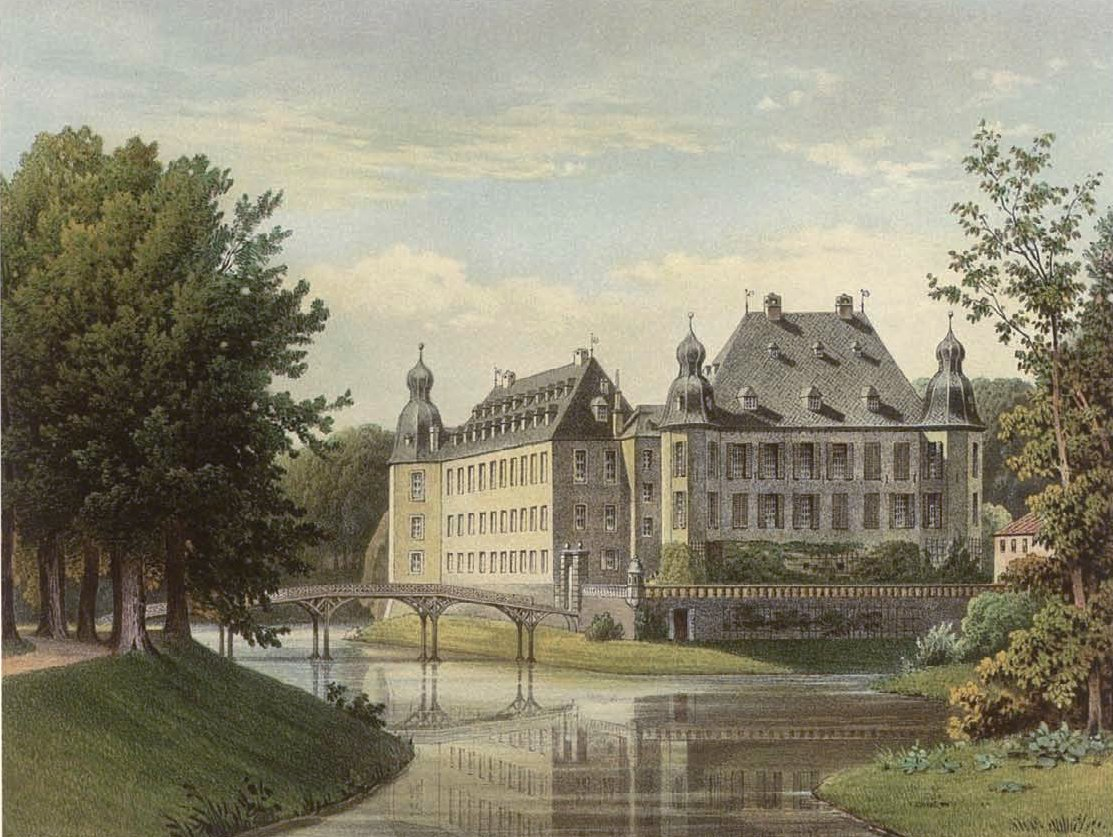
Замок Дик (литография)

Йозеф Сальм-Райффершайдт-Дик специализировался на семенных растениях.

## Научные работы
- Catalogue raisonné des esp. et var. d'Aloées. 1817.
- Hortus Dyckensis: oder, Verzeichniss der in dem botanischen garten zu Dyck wachsenden pflanzen. 1834[8].
- Monographia generum Aloes et Mesembrianthemi. 1836—1842, 1849—1863.
- Cacteae in horto Dyckensi cultae. 1841, 1845 и 1850.

## Почести
В знак признания его научных достижений он был избран членом и почётным членом многих научных обществ. В его честь был также назван род растений Dyckia.